# Violinkonsert nr 3 (Mozart)
Violinkonsert nr 3 i G-dur, K. 216, är en violinkonsert av Wolfgang Amadeus Mozart komponerad 1775 i Salzburg.

## Instrumentering
Konserten är skriven för violin och orkester bestående av 2 tvärflöjter, 2 oboer, 2 horn och stråkar.

## Form
Violinkonserten består av tre satser:
1. Allegro
2. Adagio
3. Rondeau. Allegro